# Original Video Animation
Original Video Animation o OVA, anglès per a «animació originalment per a vídeo» (Orijinaru animebideo, オリジナル・アニメビデオ; o orijinaru bideo animēshon, オリジナル・ビデオ・アニメーション) és un acrònim emprat al Japó per als títols d'anime generalment de gran qualitat de producció, creada per al mercat de vídeo. Potser perquè la temàtica (violència, sexe i problemàtiques socials) no seria acceptada a televisió o per no tenir un públic prou ample per arribar al cinema.
Pot ser un producte basat en un manga o videojoc o un producte independent. Els OVAs estaven originalment disponibles en cintes VHS i el suport va evolucionar amb la tecnologia: disc òptic, DVD, descàrrega i reproducció en temps real. La paraula OVA és algunes vegades utilitzada de manera incorrecta, per referir-se a sèries extremadament curtes o a episodis especials sense tenir en compte el seu format de llançament.
OAV o Original Animated Video és algunes vegades emprat en lloc OVA, i el significat és generalment acceptat com el mateix. L'abreviació OAV hauria assemblat massa AV (Adult Video), vídeo amb contingut de violència o sexe explícit, no covenient per a joves, i OAV espodria malinterpretar com a Original Adult Video.

## El format OVA
Igual que els animes per emissió per televisió, les OVAs estan dividides en episodis. Solen ser venudes només amb un episodi a cada dispositiu multimèdia. La durada varia d'uns pocs minuts a dues hores o més, i tots episodis no han de tenir la mateixa durada. Una durada de 30 minuts per episodi és força comú, però no significa una regla. En alguns casos no tots els episodis tenen la mateixa durada.
Molts animes populars van començar com a OVAs, i després van créixer per esdevindre sèries populars de televisió o pel·lícules. Tenchi Muyo!, per exemple, va començar sent una OVA però van sortir-ne diverses sèries de televisió i dues pel·lícules. Altres OVAs són fetes com a seqüeles, històries paral·leles, o episodis extra d'una sèrie de TV o pel·lícules, com ara Love Hina Again.
L'animació d'una OVA és coneguda per la seva alta qualitat de producció. Les OVAs generalment tenen grans pressupostos i gairebé sempre la qualitat de l'animació és superior a la de les sèries emeses per TV i poden ser d'igual o superior qualitat que les pel·lícules.
Les OVAs també són conegudes per les històries detallades i elaborats personatges. Probablement la raó més significat per això és que el format ofereix al guonista i director molta més llibertat creativa que no pas altres formats. Ja que els episodis de les OVAs poden ser de qualsevol durada, el director pot fer servir tant temps com vulgui per explicar la història. Això contrasta amb la durada de 22 minuts dels episodis emessos per televisió, o pel·lícules que rarament passen de dues hores. Hi ha altres raons també: les OVAs són fetes amb un punt de vista més artístic i no pas al gust de les masses del mercat. Moltes OVAs estan pensades per a una audiència en particular. Per altra banda les OVAs no estan subjectes a restriccions o censures (com ara violència, nuus, o llenguatge) que tan sovint sofreixen les sèries de televisió.
La majoria d'OVA's duren 4-8 episodis i tendeixen a tenir complexes i continuades històries que es gaudeixen millor si tots els episodis es veuen en ordre. Això contrasta amb les sèries que televisió, que generalment tenen moltes "mini-històries" que estan relacionades d'alguna manera, més que una única història. Moltes OVAs es poden veure com a "pel·lícules llarges" que senzillament s'han tallat en diverses parts. Els temps entre llençaments poden variar, algunes sèries poden fer 1-2 episodis a l'any. Alguns títols d'OVAs amb un espai de llançament gran acaben inacabades degut a la falta de suport dels fans i les vendes.

## Història
Les OVAs es van originar a finals dels anys 70 del segle passat i van prendre una part important en la producció de les cases d'edició de cintes de vídeo japoneses. La indústria de l'anime japonés va créixer a proporcions gegantines. A diferència dels Estats Units, on les cassets és publicaven després del llançament a la televisió o cinema, moltes sèries populars japoneses com ara Bubblegum Crisis i Tenchi Muyo! van estrenar-se directament coma OVAs.
Tot i que l'anime distribuït direcament havia aparegut abans, com Dallos el 1983. Altres companyies van agafar ràpidament la idea, i a mitjants dels anys 1980 el mercat estava ple d'OVAs amb moltes sèries noves i títols originals.
Com que l'economia japonesa va empitjorar als anys 1990, la quantitat d'estrenes va caure radicalment. Moltes sèries d'anime van començar a emetre tretze episodis econòmics en comptes dels tradicionals 26. Els nous títols eren sovint adaptats per a la televisió si s'acostaven a aquesta durada. A més a més, la creixent popularitat de les cadenes de cable i satèl·lit (amb les seves normes de censura més suaus) va permetre emetre'ls directament quan abans hauria estat impossible. Moltes sèries violentes i ecchi van convertir-se en sèrie habituals de televisió. Durant aquest periòde el contingut de la majoria d'OVAs va ser limitat a aquelles que es relacionaven amb títols ja existents.
Tot i així, el 2000 i més tard, un tipus híbrid d'OVA va ser creat: uns episodis de sèries televisives no es van emetre, i només es podien mirar en comprar l'OVA. Exemples d'això inclouen el 25è episodi de Love Hina o diversos episodis d'Oh! My Goddess:. Aquesta tendència està esdevenint força comú. Una altra manera d'estimular la venda és la producció d'una nova versió en DVD d'una sèrie televisiva, amb material inedit o animació de qualitat millora.